# Итало Балбо
Итало Балбо (итал. Italo Balbo; Ферара, 6. јун 1896 — Тобрук, 28. јун 1940) је био ваздухопловни маршал фашистичке Италије, један од вођа црнокошуљаша и близак сарадник Бенита Мусолинија.
Учествује у Првом свјетском рату као војник. 1922. учествује у маршу на Рим као један од четворице вођа италијанских фашиста. До 1926. командант фашистичке милиције, до 1929. државни подсекретар, а 1928—1933. министар ваздухопловства.
Почетком 1930их година врши рекордне летове. Прво у јануару 1931. врши формацијски прелет из Италије у Јужну Америку са 10 хидроавиона Савоја-Маркети С55. Од 1. јула до 12. августа врши прелет од Ортебела (Италија) до Чикага са 24 хидроавиона С55. За ово је унапријеђен у чин маршала.
Постављен је за гувернера тадашње италијанске колоније Либије 6. новембра 1933. Почетком Другог свјетског рата погинуо је у авионском удесу код Тобрука, могуће грешком италијанске противавионске артиљерије.